# Khia
Khia Shamone Finch, nascida Khia Shamone Chambers (Filadélfia, 8 de novembro de 1977) é uma rapper, compositora, produtora musical norte-americana. Ficou conhecida por seu primeiro single "My Neck, My Back (Lick It)" e o primeiro álbum Thug Misses (2002).

## Discografia
- Thug Misses (2002)
- Gangstress (2006)
- Nasti Muzik (2008)
- MotorMouf aka Khia Shamone (2012)

- Love Locs (2014)
- QueenDom Cum (2016)